# Lee Tae-ran
Lee Tae-ran (이태란?, I TaeranLR, I T'aeranMR; 25 marzo 1975) è un'attrice sudcoreana.

## Biografia
Nata nella contea di Yeonggwang il 25 marzo 1975, ha vissuto a Seul sin da quando era bambina, diplomandosi alla Haeseong International Convention High School. Ha lavorato in un'azienda per tre anni e ha svolto diversi lavori part-time prima di iscriversi al College of Art dell'Università Hanyang nel 2008.
È stata scoperta da un agente mentre lavorava part-time, debuttando in televisione con un piccolo ruolo nella ficton Hyeongjae-ui gang. Ha poi vinto l'SBS Top Talent Competition nel 1997, che le ha permesso di partecipare in diverse serie televisive: per la sua interpretazione in Nae ma-eum-eul ppaes-eobwa e Nalmada haengbokhae è stata premiata rispettivamente con l'SBS New Star Award 1998 e l'MBC New Star Award 1999. La sua carriera è decollata nei primi anni 2000: nel 2002, ha ricevuto il KBS Excellence in Acting Award per la sua interpretazione della vivace modella Lee Ha-na nella commedia romantica Naesarang nugulkka, mentre l'anno successivo ha ottenuto un ruolo da protagonista nella serie drammatica Noran sonsugeon. Lee ha così ricevuto il suo primo KBS Top Excellence in Acting Award per la sua interpretazione di Yoon Ja-young, una stilista lasciata dal suo fidanzato e che ha cresciuto un figlio da sola. Parallelamente al successo in patria, Lee è diventata anche una delle attrici coreane più note in Cina.

## Filmografia

### Cinema
- Namja i-yagi (남자이야기?), regia di Shim Seung-bo (1998)
- Tumsabu-ilche (투사부일체?), regia di Kim Dong-won (2006)
- Eokkaeneomeo-ui yeon-in (어깨너머의 연인?), regia di Lee Eon-hee (2007)
- My Boy (마이 보이?), regia di Jeon Gyu-hwan (2014)
- Helmeoni (헬머니?), regia di Shin Han-sol (2015)
- Chì dào (赤道S), regia di Longman Leung e Sunny Luk (2015)
- Du beonjjae seumul (두 번째 스물?), regia di Park Hong-shik (2016)
- Forgotten Love (포가튼 러브?), regia di Kim Seung-woo (2020)

### Televisione
- Hyeongjae-ui gang (형제의 강?) – serie TV (1997)
- Jipyeongseon neomeo (지평선 너머?) – serie TV (1997)
- Sunpiung sanbu-in-gwa (순풍 산부인과?) – serie TV (1998)
- Nae ma-eum-eul ppaes-eobwa (내 마음을 뺏어봐?) – serie TV (1998)
- 7in-ui sinbu (7인의 신부?) – serie TV (1998)
- Annyeong nae sarang (안녕 내 사랑?) – serie TV (1999)
- Nalmada haengbokhae (날마다 행복해?) – serie TV (1999)
- Sarang-eun amuna hana (사랑은 아무나 하나?) – serie TV (2000)
- Eojjeomyeon joh-a (어쩌면 좋아?) – serie TV (2001-2002)
- Hong Guk-yeong (홍국영?) – serie TV (2001)
- Naesarang nugulkka (내사랑 누굴까?) – serie TV (2002)
- Noran sonsugeon (노란 손수건?) – serie TV (2003)
- Aejeongmanse (애정만세?) – serie TV (2003-2004)
- Gyeolhonhago sip-eun yeoja (결혼하고 싶은 여자?) – serie TV (2004)
- Jangmitbit insaeng (장밋빛 인생?) – serie TV (2005)
- Somunnan chilgongju (소문난 칠공주?) – serie TV (2006)
- Nae sarang geumjiog-yeop (내 사랑 금지옥엽?) – serie TV (2008-2009)
- Jeon-u (전우?) – serie TV (2010)
- Anae-ui jagyeok (아내의 자격?) – serie TV (2012)
- Gyeolhon-ui yeosin (결혼의 여신?) – serie TV (2013)
- Wanggane sikgudeul (왕가네 식구들?) – serie TV (2013-2014)
- Yeojareul ullyeo (여자를 울려?) – serie TV (2015)
- Sky Castle (SKY 캐슬?) – serie TV (2018)
- Driver (드라이버?) – miniserie TV (2022)
- Iro-un sagi (이로운 사기?) – serie TV (2023)